# Реслінг
Реслінг (англ. wrestling) — театралізована спортивна боротьба, поєднує елементи атлетизму, бойових мистецтв та театральної вистави. Унікальний вид спорту заснований на греко-римській боротьбі з сучасними додаваннями вражаючих атак, міцність тримається в основному на кидках і акробатичних маневрах, велика частина цих прийомів взяті надихаючись різними міжнародними бойовими мистецтвами. Додатковий аспект боротьби з імпровізованою зброєю іноді входить в різні ступені.

## Загальні відомості
Професійний реслінг широко поширився як вид видовища, особливо в Північній Америці, Мексиці і Японії, причому в кожній з цих країн він представлений в унікальному та самобутньому вигляді. Організації, які проводять реслінг — шоу, називаються «промоушен» (англ. Promotion). Найбільший і найбільш відомий промоушен — американський World Wrestling Entertainment (WWE).
У першу чергу, реслінг — це розвага. Головні моменти поєдинку (споти) заплановані заздалегідь, але звичайні прийоми є імпровізацією. Таким чином, зводяться до мінімуму небезпечні травми. Раніше театральна основа реслінгу приховувалася, але, на даний час, ні для кого вже не секрет, що реслінг — постановчий вид спорту. Але при цьому, всі сценарії зберігаються у секреті та розкриваються публічно лише в ході шоу. Збереження таємниці здійснюється з метою підтримання інтересу і відчуття правдоподібності дійства.

Традиції реслінгу склалися ще в XIX столітті у Франції. Там в моді була, так звана, французька боротьба. Звідти вона поширилася в Європу і Сполучені Штати Америки. У США цей вид театралізованої боротьби став дуже популярний в кінці XIX століття. Сучасного вигляду реслінг набув у 70-ті роки XX століття. 

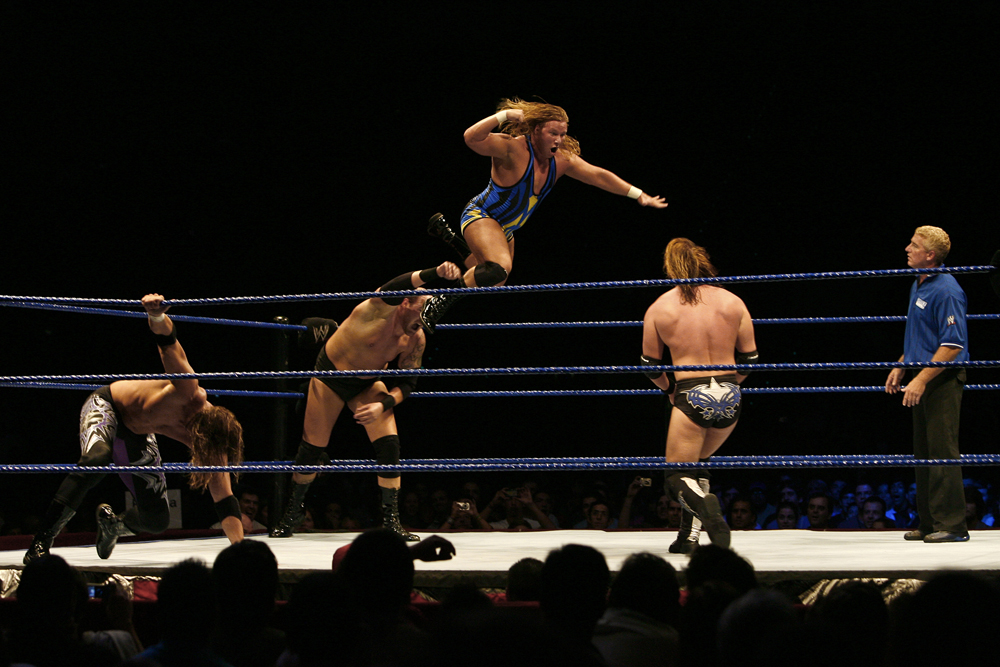
Реслінг

## Реслінг у світі
Майже всі щотижневі шоу виходять в записі. Проте, шоу RAW (WWE) протягом багатьох років випускає шоу в прямому ефірі кожного понеділка в США, та у вівторок в Україні. Список транслювання шоу:
| Назва шоу      | Де в США            | Де в Україні                                                 |
| -------------- | ------------------- | ------------------------------------------------------------ |
| RAW            | Netflix             | До 2013 року на QTV. З 2024 на Київстар ТБ.                  |
| NXT            | CW                  | До 2013 року на QTV. З 2024 на Київстар ТБ.                  |
| SmackDown      | USA Network         | До 2013 року на QTV. З 2024 на Київстар ТБ (Мова оригіналу). |
| WWE SuperStars | До 2016 на WWE.com. | До 2010 року на Мега; до 2013 року на QTV.                   |
| AEW Dynamite   | TBS                 | —                                                            |
| AEW Rampage    | TNT                 | —                                                            |
| Ring of Honor  | HonorClub           | —                                                            |
| TNA impact     | AXS TV              | —                                                            |

## Реслінг в Україні
В Україні реслінг став популярним в основному завдяки каналу Куй-ТБ (QTV), який транслював шоу відомого промоушена WWE (SmackDown!, RAW, Tough Enough, ECW, NXT) з 2009 по 2013 роки. Трансляція зазвичай виходила із запізненням у місяць. На відміну від російського телебачення (2×2), в Україні показували повну версію шоу. Фрази дублерів-коментаторів, Бєлкіна та Новака, стали популярними серед простої української громадськості (наприклад, фраза «от сосєдєй вам прівєт!», або «Євпатій Коловрат!»).
Із 2016 року не припинялися побажання тисяч фанатів WWE щодо трансляції реслінгу на телеканалі 2+2. Влітку 2016 на питання фанів, чи з'явиться реслінг WWE на телеканалі 2+2, представник телеканалу повідомив таке: «До осені точно ні, а далі поки що невідомо, але ваші побажання обов'язково передамо». Але на жаль цього так і не сталося. У 2021 році Бєлкін та Новак заявили про повернення на простори інтернету. Починаючи з квітня і до сьогодні, щомісяця, вони озвучують кожне PPV.
Із 2024 року контент WWE транслює Київстар ТБ.

## Українська Реслінг Арена
З 2016 року в Україні існує свій реслінг-промоушен. Українська Реслінг Арена почала своє існування в Одесі, на фестивалі FanExpo. Засновником Української Реслінг Арени є Костянтин Перлов

## Популярні реслінг-промоушени
- WWE (World Wrestling Entertainment)
- AEW (All Elite Wrestling)
- TNA Wrestling(Total Non-Stop Action Wrestling)
- NWA Wrestling (National Wrestling Alliance)
- RoH (Ring of Honor)
- New Japan Pro Wrestling

## Типи матчів реслінгу
- One Fall Match — звичайний бій. Реслери б'ються сам на сам, перемагає той, хто утримає свого суперника на лопатках протягом 3 ударів рефері по ринзі (пін) або примусить здатися, за допомогою больового (сабмішн) чи по нокдауну. Перемогти можна і по дискваліфікації, якщо інший порушив правила, та в разі вилучення, коли суперник не встигає повернутися на ринг до кінця відрахунку рефері до 10 (каунт-аут). Але в останніх двох випадках переможець не отримує чемпіонський пояс. Нічия зараховується, якщо обоє не можуть продовжувати бій, при утриманні лопатки обох торкалися рингу і при подвійному вилученні.
- Pin Fall Count Anywhere — бій без дискваліфікацій, де пін можливий не лише на ринзі.
- Special Guest Referee Match — коли рефері бою виступає спеціально запрошений гість — відомий реслер, менеджер, актор або будь-яка інша відома людина.
- Death Match — для перемоги потрібно побити суперника так, щоб той не зміг встати по відрахунку рефері до 10, після того, як зробиш пін.
- Last Man Standing Match — аналогічний попередньому, тільки пін не потрібен.
- First Blood Match — бій до першої крові.
- Retirement Match (Career Threatening Match) — поєдинок, у якому переможений повинен покинути компанію або взагалі закінчити свою кар'єру. Ця умова може бути застосована як до одного, так і до двох учасників поєдинку
- 2/3 Falls Match — виграє реслер, який двічі з трьох утримає свого суперника на лопатках при 3 ударах рефері або примусить здатися.
- Multiple Finishes Match — для перемоги реслер повинен зробити на супернику 3 свої фінішера.
- Iron Man Match — перемагає реслер, який за даний проміжок часу, зазвичай годину, більше разів утримав суперника на лопатках або примусив здатися.
- Tables Match — матч, в якому для перемоги треба зламати стіл тілом суперника. Якщо він просто перечепився і впав на стіл, перемога також зараховується.
- Fire Table Match — посередині рингу стоїть палаючий стіл. Переможе реслер, який кине суперника (на) палаючий стіл.
- Ladder Match — матч з драбинами між кількома реслерами. Для перемоги треба поставити драбину в центрі рингу і зняти звисаючий зверху чемпіонський пояс чи кейс з контрактом на бій за титул в будь-який час, в будь-якому місці
- Tables, Ladders and Chairs (TLC) — матч зі столами, драбинами та стільцями (СДС).Все той же бій з драбинами, в якому дозволено використовувати столи та стільці.
- King of the Mountain — ще один вид матчу з драбинами, в якому пояс потрібно не зняти, а навпаки повісити на спеціальний гачок над рингом. Але це можна зробити тільки після утримання одного із реслерів, цей тип матчів використовувався тільки у TNA на цей час.

## Відомі групи
- D-Generation X
- The Nexus
- Спільнота стрейтеджерів
- THE CORE
- New World Order (реслінг)
- Legacy

## Відомі команди
- Hardy Boyz
- ШоуМіз
- Династія Хартів
- ДжеріШоу
- MCMG
- Beer Money
- GenME
- Shield

## Відомі реслери та реслерки
- Кінтаро Охкі[en] (1929—2006) — південнокорейський реслер.
- Галк Гоган
- Двейн Джонсон
- Джон Сіна
- Рік Флер
- Джефф Гарді
- Метт Харді
- Стів Остін
- Тріпл Ейч
- Батиста
- Кейн
- Ренді Ортон
- Стінг (реслер)
- Кріс Бенуа
- СМ Панк
- Шон Майклз
- Шеймус
- Вейд Барретт
- Трунар
- Едж (реслер)
- Крістіан (реслер)
- Кріс Джеріко
- Брет Гарт
- Містер Андерсон
- Роб Ван Дам
- Ей Джей Стайлз
- Курт Енгл
- Джефф Джарретт
- Альберто дель Ріо
- Тесса Бланшар (реслерка)
- Мей Янг (реслерка)
- Чайна (реслерка)
- Джейд Каргілл

## Зноски
1. ↑  Roots and history of Olympic wrestling. web.archive.org. 11 жовтня 2011. Архів оригіналу за 11 жовтня 2011. Процитовано 25 липня 2021.
2. ↑  How Pro Wrestling Works. HowStuffWorks. 13 січня 2006. Процитовано 4 грудня 2016.
3. ↑  Київстар ТБ ексклюзивно транслюватиме реслінг українською